# Менделеево (аэропорт)
Аэропо́рт Менделе́ево — аэропорт на острове Кунашир, в 15,5 км к юго-западу от посёлка городского типа Южно-Курильск, в районе села Менделеево.
Аэродром был построен японцами, когда остров Кунашир ещё находился под управлением Японии, и до конца 2000-х годов практически не перестраивался.
15 октября 2006 года был закрыт из-за полного износа инфраструктуры и разрушения взлётно-посадочной полосы. К 7 ноября на взлётно-посадочной полосе была произведена замена 43 плит покрытия, ещё 45 — отремонтированы. К 20 ноября полоса была готова к работе. Разрешительные документы на эксплуатацию аэропорта «Менделеево» были получены 29 декабря. 8 января 2007 года аэропорт возобновил полёты.
Аэропорт был включен в перечень объектов, финансируемых из федерального и областного бюджетов в 2008 году в рамках Федеральной целевой программы «Социально-экономическое развитие Курильских островов (Сахалинская область) на 2007—2015 годы». Реконструкция аэропорта должна завершиться в 2009 году.
1 ноября 2010 года, используя аэропорт Менделеево, первым из руководителей России президент Дмитрий Медведев посетил с рабочим визитом остров Кунашир.
В 2012 году на аэродроме установлено новое светосигнальное оборудование, аэродром допущен к приёму и выпуску воздушных судов в ночное время.
 3 февраля 2016 года новый самолет "Авроры" Bombardier DHC-8-Q400 совершил первый рейс на Кунашир.
18 июня 2017 года аэропорт примет первый в истории международный рейс из Японии.

## Показатели деятельности
| Год        | Всего пассажиров (тыс.) | Грузы (тонн) | Почта (тонн) |
| 2014       | 16,4                    | 47,4         | 21,7         |
| 2015       | 19,7 ▲                  | 47,6 ▲       | 20,8 ▼       |
| 2016       | 21,2 ▲                  | 48,5 ▲       | 18,8 ▼       |
| 2017       | 24,3 ▲                  | 65,6 ▲       | 25,7 ▲       |
| Источники: |                         |              |              |

## Принимаемые типыВС
Ан-2, Ан-24, Ан-26, Ан-28, Ан-38, Л-410, Як-40, Bombardier Dash 8 и др. типы ВС 3-4 класса, вертолёты всех типов. Классификационное число ВПП (PCN) 20/R/A/X/T.